# Taquaritinga (kommun)
Taquaritinga är en kommun i Brasilien.   Den ligger i delstaten São Paulo, i den sydöstra delen av landet, 600 km söder om huvudstaden Brasília. Antalet invånare är 53 985.
Följande samhällen finns i Taquaritinga:
- Taquaritinga

Trakten runt Taquaritinga består till största delen av jordbruksmark. Runt Taquaritinga är det ganska tätbefolkat, med 120 invånare per kvadratkilometer.